# Sam Pollard (regisseur)
Samuel D. Pollard is een Amerikaans filmregisseur, producent en scenarioschrijver. Zijn films hebben talloze prijzen gewonnen, zoals Peabody’s, Emmy’s en een Oscarnominatie. In 2020 kende de International Documentary Association hem een carrièreprijs toe. Spike Lee, wiens films Pollard heeft bewerkt en geproduceerd, beschreef hem als een 'master-filmmaker'. Henry Louis Gates Jr. karakteriseerde zijn werk als volgt: “als ik denk aan zijn documentaires, dan vormen ze samen een corpus – een manier om de Afrikaans-Amerikaanse geschiedenis in zijn verschillende dimensies te vertellen.”
Sam Pollard werd geboren in Harlem (New York), en begon zijn carrière in 1972 als redacteur voor Victor Kanefsky, nadat hij cursussen had gevolgd in een workshop georganiseerd door de WNET-televisieomroep. Hij behaalde in 1973 een Bachelor of Arts aan het Baruch College. Vroeg in zijn carrière hielp hij George Bowers bij de montage van A League of Their Own, The Good Son en The Stepfather. Ook Clair Bourne was zijn mentor.

## Filmografie
Sam Pollard werkte mee aan een hele reeks films. Zelf regisseerde hij: 
- 1990 – Eyes on the Prize, documentaire
- 2016 – Two Trains Runnin'
- 2017 – Maynard
- 2018 – Mr. Soul!, documentaire
- 2020 – MLK/FBI, documentaire over Martin Luther King
- 2021 – Black Art: In the Absence of Light, documentaire
- 2021 - Citizen Ashe, documentaire.